# Молодово (бывшее село)
Моло́дово (также известно под названиями Моло́дова, Моло́дове) — бывшее село в Сокирянском районе Черновицкой области Украины.
Располагалось на правом берегу реки Днестр. Затоплено при строительстве Днестровской ГЭС в 1981 году.

## История
Первое письменное упоминание о селе встречается в грамоте молдавского господаря Иеремия Могилы от 27 июня 1604 года. Из текста грамоты известно, что село под тем же названием и в том же месте существовало на протяжении уже 200 лет к моменту написания.